# Безвкусница гибридная
Безвкусница гибридная (лат. Axyris hybrida; от hybrida — гибрид) — вид травянистых растений рода Безвкусница (Axyris) семейства Амарантовые (Amaranthaceae).

## Ботаническое описание
Однолетнее травянистое растение. Пушистое от звёздчатых отстоящих волосков с прямостоячим, раскидисто-ветвистым стеблем 10—30 см высотой. Листья яйцевидные или продолговато-яйцевидные, заострённые или туповатые, цельнокрайные, 0,5—3 см длиной и 3—12 мм шириной; нижние — на более длинных, иногда почти равных пластинке черешках, верхние — на более коротких.
Мужские цветки расположены на конце стебля и ветвей на тонких цветоносах; на верхушке стебля они собраны пучками, образующими более длинное чем на ветвях колосовидное, сплошное или прерывистое соцветие, в нижней части обычно ветвистое Околоцветник 3-дольный, с эллиптическими или обратно-яйцевидными долями около 1 мм длиной. Женские цветки помещаются под мужскими соцветиями в пазухах листьев. Околоцветник 3-листный; листочки его обратно-яйцевидные, тупые, перепончатые, снаружи длинно-волосистые, при плодах несколько увеличивающиеся и достигающие 2—2,5 мм длиной. Плод широкоэллиптический или обратнояйцевидный, довольно сильно сжатый с боков, около 2 мм длиной, на верхушке с очень коротким крылом в виде 2 туповатых, отставленных один от другого, перепончатых зубчиков.

## Распространение и экология
Азия. Встречается в качестве сорного растения около жилых мест, а также на каменистых склонах.